# Bangchukdo
Bangchukdo är en ö i Sydkorea.   Den ligger i provinsen Norra Jeolla, i den sydvästra delen av landet, 200 km söder om huvudstaden Seoul. Arean är 1,4 kvadratkilometer.
Terrängen på Bangchukdo är lite kuperad. Öns högsta punkt är 114 meter över havet. Den sträcker sig 1,2 kilometer i nord-sydlig riktning, och 2,3 kilometer i öst-västlig riktning.